# Districte de Mendrisio
El Districte de Mendrisio és un dels 8 districtes del cantó de Ticino (Suïssa). Té 48188 habitants (cens de 2007) i una superfície de 101 km². Està format per 26 municipis i el cap del districte és Mendrisio.

## Municipis
| Circolo di Balerna | Circolo di Balerna | Circolo di Balerna    | Circolo di Balerna | Circolo di Balerna |
| Escut              | Nom                | Habitants (Des. 2007) | Superfície en km²  | Núm. OFS           |
| ------------------ | ------------------ | --------------------- | ------------------ | ------------------ |
| Balerna            | Balerna            | 3449                  | 2.6                | 5242               |
| Castel San Pietro  | Castel San Pietro  | 2087                  | 11.4               | 5249               |
| Chiasso            | Chiasso            | 7792                  | 5.3                | 5250               |
| Morbio Inferiore   | Morbio Inferiore   | 4329                  | 2.3                | 5257               |
|                    | Total              | 17'657                | 21.6               |                    |

| Circolo di Canegio | Circolo di Canegio | Circolo di Canegio    | Circolo di Canegio | Circolo di Canegio |
| Escut              | Nom                | Habitants (Des. 2007) | Superfície en km²  | Núm. OFS           |
| ------------------ | ------------------ | --------------------- | ------------------ | ------------------ |
| Bruzella           | Bruzella           | 184                   | 3.4                | 5244               |
| Cabbio             | Cabbio             | 199                   | 5.7                | 5245               |
| Caneggio           | Caneggio           | 325                   | 3.9                | 5246               |
| Morbio Superiore   | Morbio Superiore   | 690                   | 2.8                | 5258               |
| Muggio             | Muggio             | 214                   | 8.4                | 5259               |
| Sagno              | Sagno              | 294                   | 1.7                | 5264               |
| Vacallo            | Vacallo            | 2884                  | 1.6                | 5268               |
|                    | Total              | 4790                  | 27.5               |                    |

| Circolo di Mendrisio | Circolo di Mendrisio | Circolo di Mendrisio  | Circolo di Mendrisio | Circolo di Mendrisio |
| Escut                | Nom                  | Habitants (Des. 2007) | Superfície en km²    | Núm. OFS             |
| -------------------- | -------------------- | --------------------- | -------------------- | -------------------- |
| Coldrerio            | Coldrerio            | 2616                  | 2.5                  | 5251                 |
| Mendrisio            | Mendrisio            | 11'496                | 21.7                 | 5254                 |
|                      | Total                | 14'112                | 24.2                 |                      |

| Circolo di Riva San Vitale | Circolo di Riva San Vitale | Circolo di Riva San Vitale | Circolo di Riva San Vitale | Circolo di Riva San Vitale |
| Escut                      | Nom                        | Habitants (Des. 2007)      | Superfície en km²          | Núm. OFS                   |
| -------------------------- | -------------------------- | -------------------------- | -------------------------- | -------------------------- |
| Besazio                    | Besazio                    | 639                        | 0.9                        | 5243                       |
| Meride                     | Meride                     | 330                        | 7.5                        | 5255                       |
| Riva San Vitale            | Riva San Vitale            | 2494                       | 5.9                        | 5263                       |
|                            | Total                      | 3463                       | 14.3                       |                            |

| Circolo di Stazio | Circolo di Stazio | Circolo di Stazio     | Circolo di Stazio | Circolo di Stazio |
| Escut             | Nom               | Habitants (Des. 2007) | Superfície en km² | Núm. OFS          |
| ----------------- | ----------------- | --------------------- | ----------------- | ----------------- |
| Ligornetto        | Ligornetto        | 1620                  | 2.0               | 5253              |
| Novazzano         | Novazzano         | 2423                  | 5.2               | 5260              |
| Stabio            | Stabio            | 4123                  | 6.2               | 5266              |
|                   | Total             | 8166                  | 13.4              |                   |

## Fusions de municipis

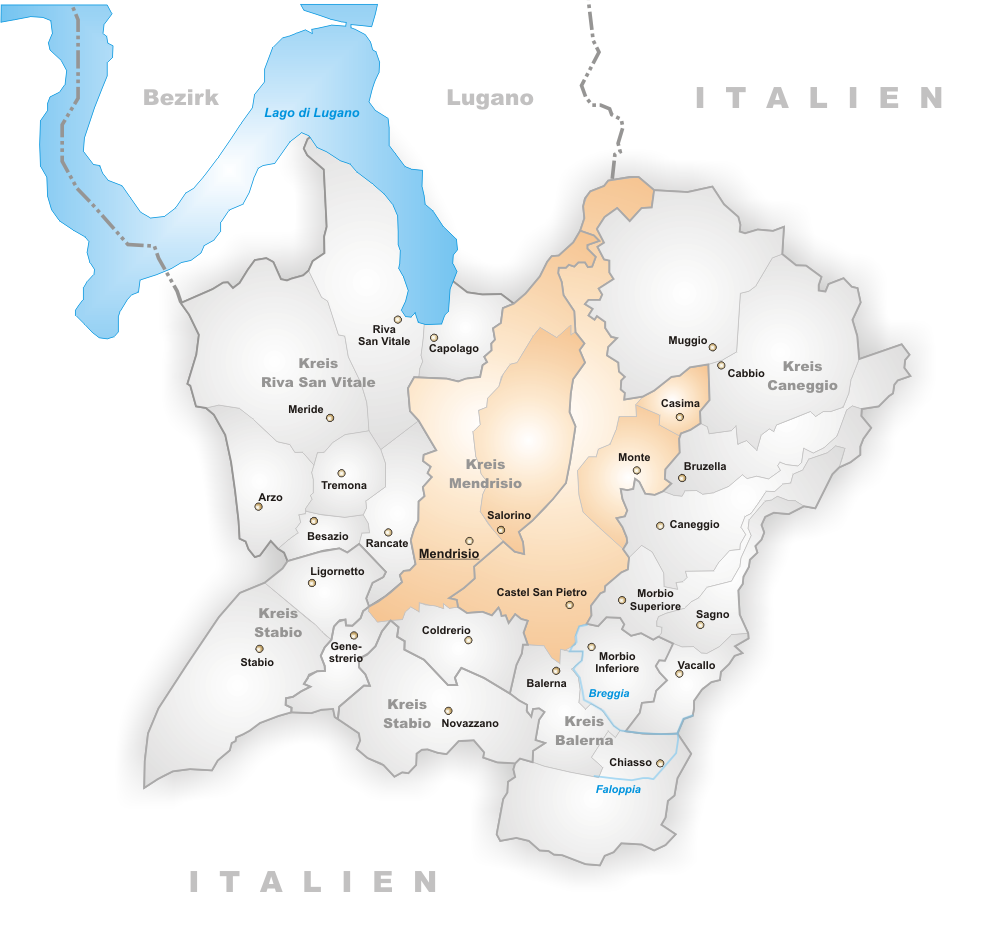
Municipis el 2003
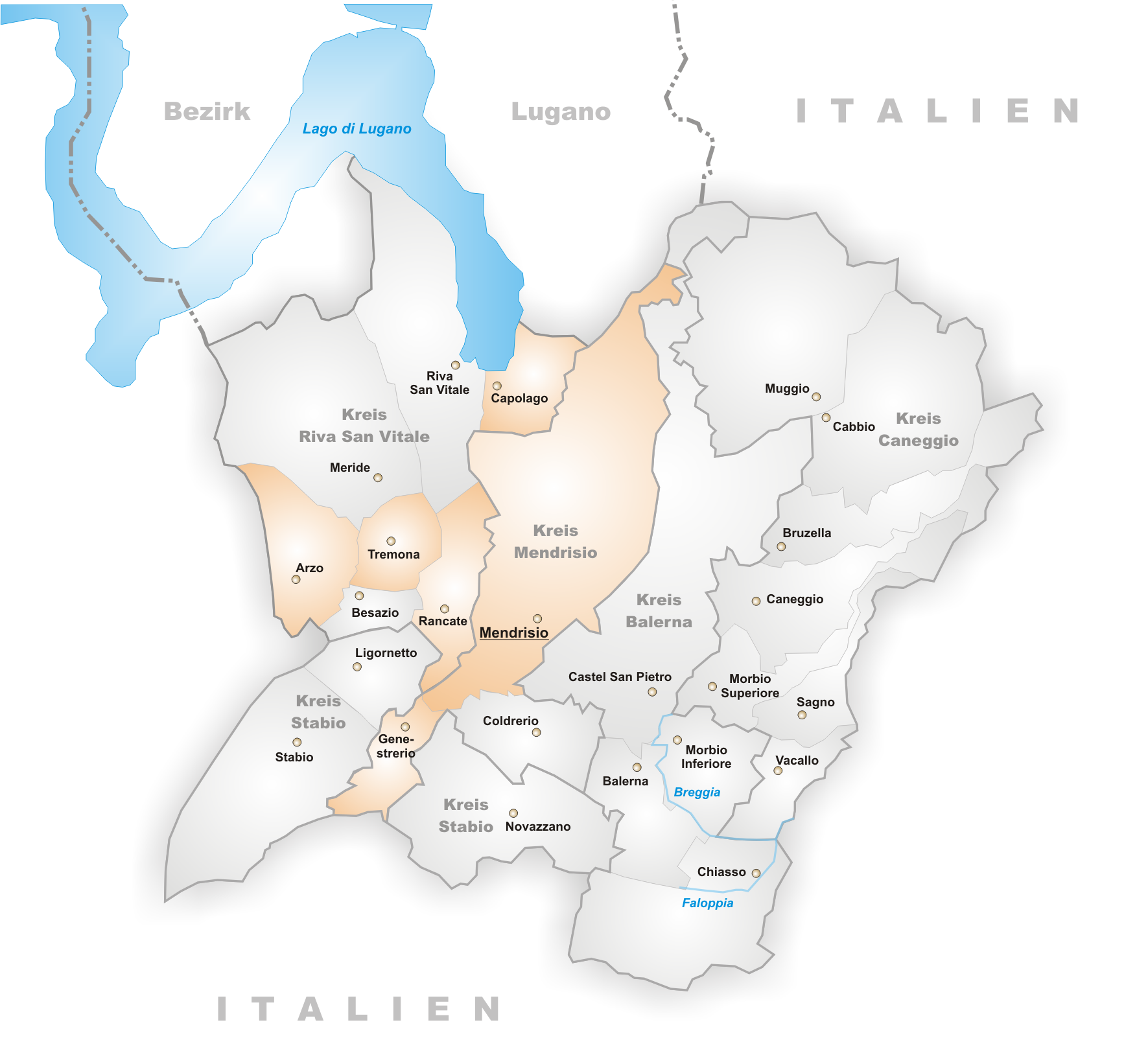
Municipis l'abril de 2009

### Fusionen
- 2003: Mendrisio i Salorino → Mendrisio
- 2003: Casima, Castel San Pietro i Monte → Castel San Pietro

- 2009: Arzo, Capolago, Genestrerio, Mendrisio, Rancate i Tremona → Mendrisio